# 林栖凤
林栖凤（1938年2月—2016年1月9日），女，汉族，广西桂林人，中华人民共和国政治人物，曾任民建海南省委主委，海南省政协副主席，第九、十届全国政协委员。